# Saint-Hilaire, Aude

Saint-Hilaire este o comună în departamentul Aude din sudul Franței. În 1 ianuarie 2022 avea o populație de 713 de locuitori.